# Pseudozorilispe
Pseudozorilispe is een kevergeslacht uit de familie van de boktorren (Cerambycidae). De wetenschappelijke naam van het geslacht werd voor het eerst geldig gepubliceerd in 1976 door Breuning.

## Soorten
Pseudozorilispe is monotypisch en omvat slechts de volgende soort:
- Pseudozorilispe nitida (Breuning, 1940)